# Bahnstrecke Landau–Arnstorf
| Bockerlbrücke über die Isar |                      |                           |                           |
| |                      |                           |                           |
| Streckennummer: | 5640                 |                           |                           |
| Kursbuchstrecke (DB): | zuletzt 426a         |                           |                           |
| Kursbuchstrecke: | 426c (1946)          |                           |                           |
| Streckenlänge: | 24,22 km             |                           |                           |
| Spurweite: | 1435 mm (Normalspur) |                           |                           |
| |                      |                           |                           |
| \| Strecke \| \| von Landshut \| von Landshut \| \| Bahnhof \| 0,00 \| Landau (Isar) \| Lage \| \| Abzweig ehemals geradeaus und nach links \| \| nach Plattling \| nach Plattling \| \| Brücke über Wasserlauf (Strecke außer Betrieb) \| 1,00 \| Isar \| Isar \| \| Haltepunkt / Haltestelle (Strecke außer Betrieb) \| 2,60 \| Thalham \| Lage \| \| Haltepunkt / Haltestelle (Strecke außer Betrieb) \| 4,62 \| Landau (Isar) Süd \| Lage \| \| Haltepunkt / Haltestelle (Strecke außer Betrieb) \| 7,02 \| Möding \| Lage \| \| Bahnhof (Strecke außer Betrieb) \| 9,93 \| Wildthurn \| Lage \| \| Brücke über Wasserlauf (Strecke außer Betrieb) \| 10,60 \| Vils-Kanal \| Vils-Kanal \| \| Brücke über Wasserlauf (Strecke außer Betrieb) \| 10,94 \| Vils (Altarm) \| Vils (Altarm) \| \| Abzweig geradeaus und von links (Strecke außer Betrieb) \| \| von Kröhstorf \| von Kröhstorf \| \| Bahnhof (Strecke außer Betrieb) \| 12,07 \| Aufhausen (b Landau/Isar) \| Aufhausen (b Landau/Isar) \| \| Bahnhof (Strecke außer Betrieb) \| 14,91 \| Haunersdorf \| Haunersdorf \| \| Bahnhof (Strecke außer Betrieb) \| 19,65 \| Simbach (b Landau/Isar) \| Simbach (b Landau/Isar) \| \| Haltepunkt / Haltestelle (Strecke außer Betrieb) \| 22,16 \| Ruppertskirchen \| Ruppertskirchen \| \| Kopfbahnhof Streckenende (Strecke außer Betrieb) \| 25,46 \| Arnstorf (Niederbay) \| 377 m \| Karte mit allen Koordinaten: OSM \| WikiMap |                      |                           |                           |
| Strecke |                      | von Landshut              | von Landshut              |
| Bahnhof | 0,00                 | Landau (Isar)             | Lage                      |
| Abzweig ehemals geradeaus und nach links |                      | nach Plattling            | nach Plattling            |
| Brücke über Wasserlauf (Strecke außer Betrieb) | 1,00                 | Isar                      | Isar                      |
| Haltepunkt / Haltestelle (Strecke außer Betrieb) | 2,60                 | Thalham                   | Lage                      |
| Haltepunkt / Haltestelle (Strecke außer Betrieb) | 4,62                 | Landau (Isar) Süd         | Lage                      |
| Haltepunkt / Haltestelle (Strecke außer Betrieb) | 7,02                 | Möding                    | Lage                      |
| Bahnhof (Strecke außer Betrieb) | 9,93                 | Wildthurn                 | Lage                      |
| Brücke über Wasserlauf (Strecke außer Betrieb) | 10,60                | Vils-Kanal                | Vils-Kanal                |
| Brücke über Wasserlauf (Strecke außer Betrieb) | 10,94                | Vils (Altarm)             | Vils (Altarm)             |
| Abzweig geradeaus und von links (Strecke außer Betrieb) |                      | von Kröhstorf             | von Kröhstorf             |
| Bahnhof (Strecke außer Betrieb) | 12,07                | Aufhausen (b Landau/Isar) | Aufhausen (b Landau/Isar) |
| Bahnhof (Strecke außer Betrieb) | 14,91                | Haunersdorf               | Haunersdorf               |
| Bahnhof (Strecke außer Betrieb) | 19,65                | Simbach (b Landau/Isar)   | Simbach (b Landau/Isar)   |
| Haltepunkt / Haltestelle (Strecke außer Betrieb) | 22,16                | Ruppertskirchen           | Ruppertskirchen           |
| Kopfbahnhof Streckenende (Strecke außer Betrieb) | 25,46                | Arnstorf (Niederbay)      | 377 m                     |

Die Bahnstrecke Landau–Arnstorf war eine Nebenbahn von Landau an der Isar nach Arnstorf in Niederbayern. Sie wurde in der Region als Bockerlbahn bezeichnet.

## Vorbereitung
Ende des 19. Jahrhunderts war die Gegend um die Märkte Arnstorf und Eichendorf von Bahnstrecken umschlossen, aber es führte noch keine in das Gebiet hinein. Am 1. April 1894 gab es in Arnstorf eine öffentliche Versammlung mit Vertretern aus 24 beteiligten Gemeinden, die zu dem Ergebnis kam, einen Bahnbau nach Arnstorf zu beantragen, wobei der Ausgangspunkt offengelassen wurde.
Die Generaldirektion der königlichen Verkehrsanstalten drängte auf eine Entscheidung zwischen Landau oder Eggenfelden als Ausgangspunkt der Strecke nach Arnstorf. Am 18. Januar 1896 legten die Bürgermeister Zöllner von Arnstorf und Steinbauer von Landau einen Vorschlag für eine Bahnlinie von Landau nach Arnstorf vor. Nach weiteren Diskussionen, zum Beispiel über die Möglichkeit einer Verlängerung der Strecke nach Münchsdorf, wurde mit Gesetz vom 30. Juni 1900 die Lokalbahn Landau (Isar)–Arnstorf genehmigt.

## Bau
Die Baukosten wurden auf 2.114.000 Mark veranschlagt, die Interessenten mussten 157.500 Mark aufbringen. Arnstorf zählte damals 1.400 Einwohner, Simbach über 700 und Eichendorf über 1.100. Insgesamt lebten im Verkehrsgebiet der Strecke 18.400 Einwohner.
Am 4. Juli 1900 trafen sich Landauer und Arnstorfer zu einer gemeinsamen Feier und richteten ein Gruß- und Danktelegramm an die Staatsregierung. Als wichtigster Förderer der Lokalbahn erwies sich der Bezirksarzt und Landtagsabgeordnete Josef Hauber.
Beim Bau mussten 300.000 Kubikmeter Erdreich bewegt werden. Wie üblich hatten die Interessenten die Grundstücke für den Bahnbau kostenlos zur Verfügung zu stellen. Da Arnstorf seinen Anteil von 50.000 Mark durch ein Darlehen aufbringen musste, beschloss der Marktgemeinderat am 10. Mai 1901 zur Tilgung einen Lokalmalzaufschlag von 1,40 Mark je Hektoliter versottenes Malz, was eine Erhöhung des Bierpreises von 20 Pfennige auf 22 Pfennige je Liter bedeutete. Trotz einiger Unruhe wurde diese Maßnahme durchgesetzt.

### Bockerlbrücke
Die 1903 fertiggestellte, später so genannte Bockerlbrücke über die Isar in Landau war die seinerzeit längste selbsttragende Stahlbrücke Bayerns. Sie wurde eigens für die Eisenbahnstrecke errichtet und steht heute unter Denkmalschutz.
Die Bockerlbrücke besteht aus einer Kastenbrücke aus Flussstahl auf Betonunterbau, zwei fünf- bzw. zweibogigen Stampfbetonbrücken und einer eisernen Ständerbogenbrücke, verbunden durch Streckenführung auf dem Damm.

## Betrieb
Die Strecke wurde am 29. Dezember 1903 eröffnet und am Silvestertag der Bahnbetrieb aufgenommen. Sie verließ den Bahnhof Landau an dessen Ostseite und wandte sich in einem scharfen Bogen dem Tal der Isar zu, die sie überquerte. Sie erreichte in 420 Metern Höhenlage die Wasserscheide zwischen Isar und Vils und überquerte die Vils bei Aufhausen auf einem hochwasserfreien Damm. Südlich Haunersdorf stieg sie auf ihren zweiten Scheitelpunkt auf der Höhe zwischen Vils- und Kollbachtal in 445 Metern Höhe. Gleichlaufend mit der Distriktstraße erreichte sie den Bahnhof von Arnstorf, ein wuchtiges dreigeschossiges Gebäude an der Nordwestseite des Marktes.
1908 wurde der Bau der Bahnstrecke Aufhausen–Kröhstorf beschlossen, doch erst 1915 konnte diese Stichbahn eröffnet werden, so dass auch der Markt Eichendorf zu einem Eisenbahnanschluss kam. Am 30. Dezember 1953 wurde zum 50-jährigen Bestehen eine große Jubiläumsfeier veranstaltet. Der Jubiläumssonderzug mit der festlich geschmückten Lokomotive 64 438 fuhr um 13:10 Uhr in Landau ab und kam um 14:31 Uhr in Arnstorf an.
Der Betrieb wurde jedoch immer unrentabler. Die Zahl der in Arnstorf verkauften Fahrkarten fiel von 13.624 im Jahr 1952 über 9.417 im Jahr 1958 auf 836 im Jahr 1963, die Menge der versandten Wagenladungen von 6.235 Tonnen (1952) über 4.046 Tonnen auf 1.415 Tonnen (1963), die der empfangenen Wagenladungen von 9.413 Tonnen (1952) auf 6.898 Tonnen, stieg dann aber wieder auf 8.688 Tonnen (1963). Im Bahnhof Simbach gab es in den gleichen Jahren bei der Zahl der verkauften Fahrkarten ebenfalls einen drastischen Rückgang von 11.086 über 8.063 auf 681, die Masse der versandten Wagenladungen stieg von 643 Tonnen auf 1.625 Tonnen und fiel dann auf 544 Tonnen. Die Wagenladungen im Empfang dagegen stiegen von 2.573 Tonnen im Jahr 1952 auf 3.877 Tonnen des Jahres 1958 auf 5.014 Tonnen im Jahr 1963.

## Stilllegung
Vom Sommerfahrplan 1961 an wurde die Zugzahl vermindert; stattdessen wurden Bahnbusse eingesetzt. Uerdinger Schienenbusse hatten schon vorher die Nachfolge der Dampfzüge mit der Baureihe 64 angetreten.
Am 27. September 1964 wurde der Personenzugverkehr eingestellt. Kleinlokomotiven übernahmen den Güterverkehr, nur im Herbst zur Zuckerrübenernte herrschte noch ein lebhafter Betrieb. Im Personenverkehr verkehrten nur ganz vereinzelt noch Sonderzüge, zum Beispiel am 10. Juli 1982 für einen Betriebsausflug der Firma Akustikbau Lindner.
Nach dem Abriss der Güterhalle in Arnstorf und des Bahnhofs Haunersdorf wurde im Januar 1978 der Bahnhof Wildthurn abgebrochen.
Am 30. November 1993 wurde der Güterverkehr endgültig eingestellt, die Stilllegung folgte zum 28. Mai 1994, der Abbau der Gleise 1998. Am 24. August 1999 wurde auf der ehemaligen Bahntrasse der Bockerlbahn-Radweg Landau a. d. Isar–Arnstorf eröffnet.